# Berengaria z Barcelony
Berengaria z Barcelony (lub Berenguela) (ur. 1116, zm. w lutym 1149 w Palencii) – królowa Kastylii, Leónu i Galicji jako żona Alfonsa VII. Córka hrabiego Barcelony i Prowansji Rajmunda Berengara III Wielkiego i jego trzeciej żony Douce de Gévaudaun.
W 1128 roku Berengaria poślubiła króla Kastylii, Leónu i Galicji Alfonsa VII.
Berengaria z Alfonsem mieli dzieci:
- Sancha III (1134–1158), króla Kastylii
- Ramona (ok. 1136-?),
- Ferdynanda II (1137–1188), króla Leónu i Galicji
- Sanchę (1137–1179), królową Nawarry,
- Konstancję (1141–1160), królową Francji,
- Garcię (ok 1142–1145/6),
- Alfonsa (ok. 1144–ok. 1149)

Berengaria zmarła w połowie lutego 1149 roku w Palencii. Jej ciało przewieziono do Leónu, a następnie została pochowana w Santiago de Compostela.